# 남자사용설명서
"남자사용설명서"는 2013년에 개봉한 대한민국의 영화이다.

## 캐스팅
- 이시영 : 최보나 역
- 오정세 : 이승재 역
- 박영규 : 스왈스키 역
- 김정태 : 우성철 역
- 이원종 : 육봉아감독 역
- 배성우 : 진대표 역
- 김준성 : 오지훈 역
- 김민재 : 조승환 조감독 역
- 경수진 : 김미라 역
- 안용준 : 성재 역
- 천진호 : 종석 역
- 양윤영 : 윤지은 역
- 정보름 : 은숙 역
- 황인청 : 승재코디 역
- 안톤 : 비디오 남모델 역
- 타냐 : 비디오 여모델 역
- 김영웅 : 촬영감독 역
- 최우영 : 양평연인남 역
- 고바치 : 외국인평론가 역
- 원은지 : 해변 새모델 역
- 송재생 : 커피점녀/백화점 여직원 역
- 한여울 : 커피점녀 B 역
- 서유림 : 양평연인녀 역
- 송태훈 : 커피점남A 역
- 김동희 : 커피점남B 역
- 손미애 : 보나친구1 역
- 차청화 : 보나친구2 역
- 김미림 : 보나친구3 역
- 임형택 : 해변 광고주1 역
- 김왕근 : 해변 광고주2 역
- 노영애 : 승재 일본팬 아줌마1 역
- 이순혜 : 승재 일본팬 아줌마2 역
- 정정자 : 승재 일본팬 아줌마3 역
- 브라이언 해밀턴 : 외국 촬영감독 역
- 차은재 : 생리대광고녀 역
- 허승호 : 회사동료1/격투남 역
- 류경환 : 회사동료2/소파남 역
- 허준석 : 회사동료3/짤짤이남 역
- 조성훈 : 회사동료4/헬스남 역
- 김준희 : 회사동료5/짤짤이남 역
- 정보름 : 은숙 역
- 지수빈 : 에필로그 수녀 역
- 손종규 : 음주경찰1 역
- 김민성 : 녹음실 엔지니어 역
- 하수호 : 엔딩조감독/통역 역
- 나경민 : 리포터/평론가/영화제사회자 역
- 조혜선 : 영화제사회자 여 역
- 김영현 : 커플룩남/승재헤어디자이너/여장남자 모델 역
- 권용욱 : 육감독아들 역
- 한님 : 아침프로여MC/커피광고모델 역
- 진아름 : 프로덕션앞 모델녀 역
- 김온유 : 미스코리아1 역
- 박하름 : 미스코리아2 역
- 김봄이 : 미스코리아3 역
- 한대웅 : 헬스남1 역
- 신나라 : 웰비용/블루볼남/헬스남2 역
- 한승엽 : 카사노바용 역
- 차종호 : 현금대용 역
- 서효원 : 애완용 역
- 이주한 : 도우미용 역
- 박성택 : 대행사PD 역
- 성윤용 : 성윤용PD 역
- 허승 : 편집기사 역
- 이무영 : 아침프로남MC 역 (특별출연)
- 윤석주 : 사진작가 역 (특별출연)
- 김경진 : 택시남 역 (특별출연)
- 류현경 : 주민 역 (우정출연)
- 사희 : 윤희 역 (우정출연)
- 지창욱 : 홍준오빠 역 (우정출연)

## 수상
- 2013년 제17회 판타지아 영화제
  - 베스트 아시아 영화-동상 - 이원석
- 2013년 제15회 우디네 극동영화제
  - 관객상 - 이원석